# Cour de l'Opéra
 (octobre 2023).
Si vous disposez d'ouvrages ou d'articles de référence ou si vous connaissez des sites web de qualité traitant du thème abordé ici, merci de compléter l'article en donnant les références utiles à sa vérifiabilité et en les liant à la section « Notes et références ».
La cour de l'Opéra est une cour intérieure du château de Versailles, en France.
Elle est située dans l'aile nord du château de Versailles.